# Metechi

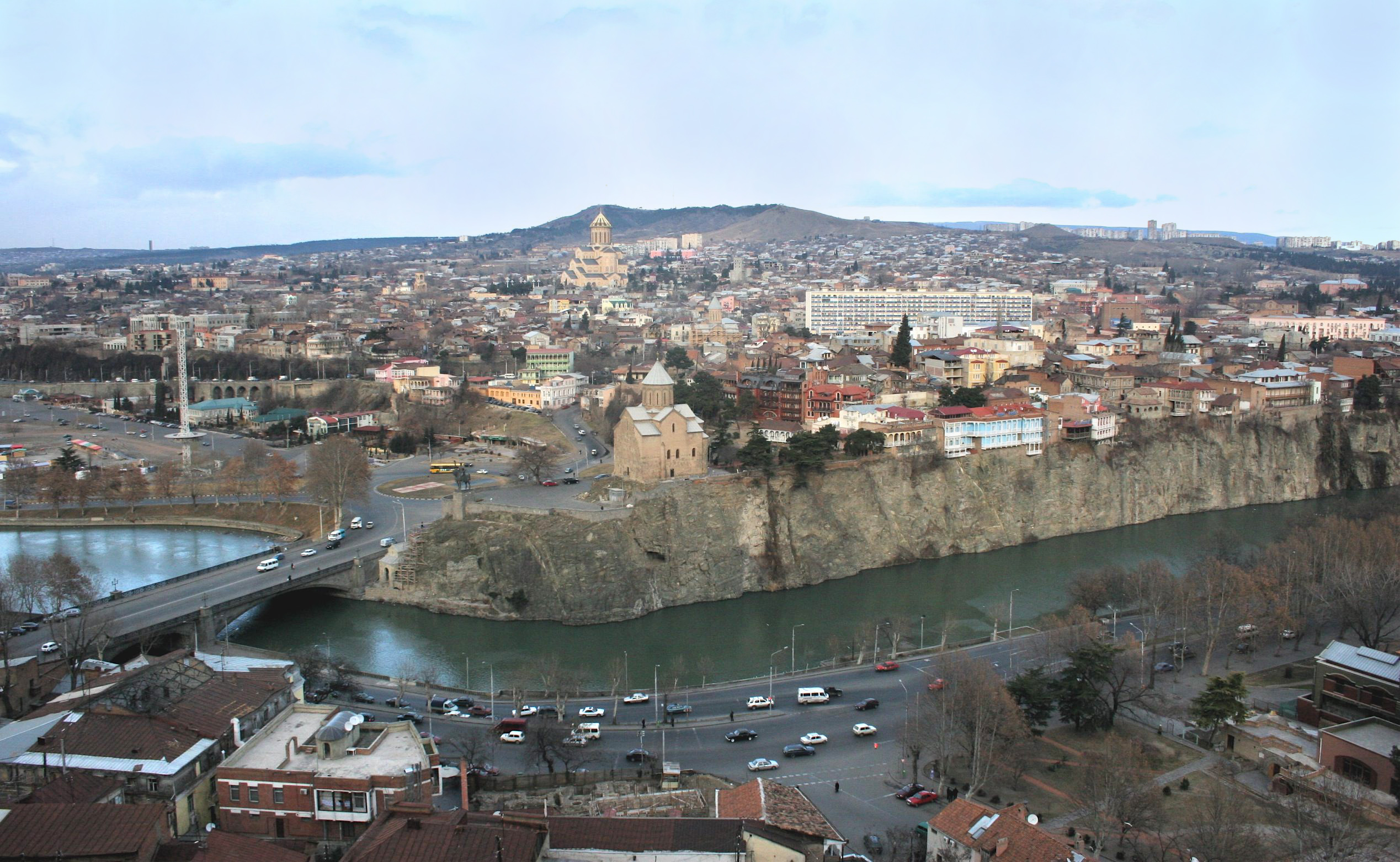
Świątynia Metechi nad rzeką Kurą

Świątynia Metechi (gruz. მეტეხის ეკლესია) – świątynia Gruzińskiego Kościoła Prawosławnego w Tbilisi. Została zbudowana w XIII wieku za panowania króla Dymitra II w pobliżu dawnej rezydencji królewskiej nad skalistym urwiskiem wznoszącym się nad rzeką Kurą.
Kościół został w 1235 spustoszony przez najeźdźców mongolskich i w 1289 odbudowany. Nazwę świątyni przypisuje się okrzykowi króla Wachtanga I Gorgasali, który po odniesieniu w V wieku zwycięstwa miał krzyknąć Ak me mteri wteche (gruz. „Tu pokonałem wroga”).
Kościół o układzie krzyżowo-kopułowym i o wysokości 24,5 m zajmuje powierzchnię 20 × 16 m. Pierwotny układ został zachowany, w XVII i XVIII wieku uzupełniono tylko cegłą ubytki murów kamiennych, od zachodu dobudowano emporę.
W kościele znajduje się grobowiec świętej męczennicy Szuszanik (Zuzanny), która została w V wieku uwięziona za odmowę porzucenia chrześcijaństwa i przejścia na zoroastryzm.
Pierwotnie kościół był otoczony przez budynki rezydencji królewskiej. Carowie rosyjscy urządzili w rezydencji prochownię, potem więzienie. Po 1921 bolszewicy więzili w nim swoich przeciwników. W 1937 budynki uległy rozbiórce, świątynia pozostała na skalnym tarasie wznoszącym się nad urwistym brzegiem rzeki. W kościele urządzono teatr dla młodzieży. Dopiero w 1988 świątynię zwrócono Gruzińskiemu Kościołowi Prawosławnemu.
W 1967 przed kościołem, na skraju tarasu ustawiono konny pomnik króla Wachtanga I Gorgasali, dzieło rzeźbiarza Elgudży Amaszukelego.